# Формула Фаа ді Бруно
Формула Фаа ді Бруно — математична тотожність, що узагальнює правило ланцюга до вищих похідних, названих на честь Франческо Фаа ді Бруно, хоча він не був першим, хто заявив або довів цю формулу. У 1800 році, понад 50 років до Фаа ді Бруно, французький математик Луї Франсуа Антуан Арбогаст виклав формулу в підручнику з обчисленням  вважаючи першим опублікованим посилання на цю тему. 
Найвідоміша форма формули Фаа ді Бруно виглядає як 
{\displaystyle {d^{n} \over dx^{n}}f(g(x))=\sum {\frac {n!}{m_{1}!\,1!^{m_{1}}\,m_{2}!\,2!^{m_{2}}\,\cdots \,m_{n}!\,n!^{m_{n}}}}\cdot f^{(m_{1}+\cdots +m_{n})}(g(x))\cdot \prod _{j=1}^{n}\left(g^{(j)}(x)\right)^{m_{j}},}
де сума біжить по всім n-кортежам невід’ємних цілих чисел (m1, ..., mn), що задовольняють умові 
{\displaystyle 1\cdot m_{1}+2\cdot m_{2}+3\cdot m_{3}+\cdots +n\cdot m_{n}=n.}
Іноді, щоб надати йому пам’ятну картину, вона записується так, що коефіцієнти, що мають комбінаторне тлумачення, про які йде мова нижче, менш явні: 
{\displaystyle {d^{n} \over dx^{n}}f(g(x))=\sum {\frac {n!}{m_{1}!\,m_{2}!\,\cdots \,m_{n}!}}\cdot f^{(m_{1}+\cdots +m_{n})}(g(x))\cdot \prod _{j=1}^{n}\left({\frac {g^{(j)}(x)}{j!}}\right)^{m_{j}}.}
Поєднання доданків з однаковим значенням m1 + m2 + ... + mn = k і помічаючи, що mj має дорівнювати нулю для j > n − к +1 призводить до дещо простішої формули, вираженої в термінах многочленів Белла Bn,k (x1, ..., xn − k +1): 
{\displaystyle {d^{n} \over dx^{n}}f(g(x))=\sum _{k=1}^{n}f^{(k)}(g(x))\cdot B_{n,k}\left(g'(x),g''(x),\dots ,g^{(n-k+1)}(x)\right).}

## Комбінаторна форма
Формула має "комбінаторну" форму: 
{\displaystyle {d^{n} \over dx^{n}}f(g(x))=(f\circ g)^{(n)}(x)=\sum _{\pi \in \Pi }f^{(\left|\pi \right|)}(g(x))\cdot \prod _{B\in \pi }g^{(\left|B\right|)}(x)}
де 
- π проходить через безліч Π всіх розбиттів множини {1, ..., n },
- " B ∈ π " означає змінну B, що проходить через список усіх "блоків" розбиття π, і
- |А| позначає кардинальність множини A (так що |π| - кількість блоків у розділі π а |B| - розмір блоку B).

## Приклад
Далі йде конкретне пояснення комбінаторної форми для n = 4 випадку. 
{\displaystyle {\begin{aligned}(f\circ g)''''(x)={}&f''''(g(x))g'(x)^{4}+6f'''(g(x))g''(x)g'(x)^{2}\\[8pt]&{}+\;3f''(g(x))g''(x)^{2}+4f''(g(x))g'''(x)g'(x)\\[8pt]&{}+\;f'(g(x))g''''(x).\end{aligned}}}
Шаблон: 
{\displaystyle {\begin{array}{cccccc}g'(x)^{4}&&\leftrightarrow &&1+1+1+1&&\leftrightarrow &&f''''(g(x))&&\leftrightarrow &&1\\[12pt]g''(x)g'(x)^{2}&&\leftrightarrow &&2+1+1&&\leftrightarrow &&f'''(g(x))&&\leftrightarrow &&6\\[12pt]g''(x)^{2}&&\leftrightarrow &&2+2&&\leftrightarrow &&f''(g(x))&&\leftrightarrow &&3\\[12pt]g'''(x)g'(x)&&\leftrightarrow &&3+1&&\leftrightarrow &&f''(g(x))&&\leftrightarrow &&4\\[12pt]g''''(x)&&\leftrightarrow &&4&&\leftrightarrow &&f'(g(x))&&\leftrightarrow &&1\end{array}}}
Фактор {\displaystyle g''(x)g'(x)^{2}} відповідає розбиттю 2 + 1 + 1 цілого числа 4 очевидним чином. Фактор {\displaystyle f'''(g(x))} що йде з нею, відповідає тому, що в цьому розділі є три суми. Коефіцієнт 6, що відповідає цим факторам, відповідає тому, що існує рівно шість розбиттів множини з чотирьох членів, які розбивають його на одну частину розміром 2 та дві частини розміром 1. 
Аналогічно фактор {\displaystyle g''(x)^{2}} у третьому рядку відповідає розділ 2 + 2 цілого числа 4, (4, оскільки ми знаходимо четверту похідну), тоді як {\displaystyle f''(g(x))} відповідає тому, що існує дві суми (2 + 2) у тому розділі. Коефіцієнт 3 відповідає тому, що є {\displaystyle {\tfrac {1}{2}}{\tbinom {4}{2}}=3} способи розподілу 4 об'єктів на групи   2. Це ж поняття стосується і інших. 
Схема для запам'ятовування: 
{\displaystyle {\begin{aligned}&{\frac {D^{1}(f\circ {}g)}{1!}}&=\left(f^{(1)}\circ {}g\right){\frac {\frac {g^{(1)}}{1!}}{1!}}\\[8pt]&{\frac {D^{2}(f\circ g)}{2!}}&=\left(f^{(1)}\circ {}g\right){\frac {\frac {g^{(2)}}{2!}}{1!}}&{}+\left(f^{(2)}\circ {}g\right){\frac {{\frac {g^{(1)}}{1!}}{\frac {g^{(1)}}{1!}}}{2!}}\\[8pt]&{\frac {D^{3}(f\circ g)}{3!}}&=\left(f^{(1)}\circ {}g\right){\frac {\frac {g^{(3)}}{3!}}{1!}}&{}+\left(f^{(2)}\circ {}g\right){\frac {\frac {g^{(1)}}{1!}}{1!}}{\frac {\frac {g^{(2)}}{2!}}{1!}}&{}+\left(f^{(3)}\circ {}g\right){\frac {{\frac {g^{(1)}}{1!}}{\frac {g^{(1)}}{1!}}{\frac {g^{(1)}}{1!}}}{3!}}\\[8pt]&{\frac {D^{4}(f\circ g)}{4!}}&=\left(f^{(1)}\circ {}g\right){\frac {\frac {g^{(4)}}{4!}}{1!}}&{}+\left(f^{(2)}\circ {}g\right)\left({\frac {\frac {g^{(1)}}{1!}}{1!}}{\frac {\frac {g^{(3)}}{3!}}{1!}}+{\frac {{\frac {g^{(2)}}{2!}}{\frac {g^{(2)}}{2!}}}{2!}}\right)&{}+\left(f^{(3)}\circ {}g\right){\frac {{\frac {g^{(1)}}{1!}}{\frac {g^{(1)}}{1!}}}{2!}}{\frac {\frac {g^{(2)}}{2!}}{1!}}&{}+\left(f^{(4)}\circ {}g\right){\frac {{\frac {g^{(1)}}{1!}}{\frac {g^{(1)}}{1!}}{\frac {g^{(1)}}{1!}}{\frac {g^{(1)}}{1!}}}{4!}}\end{aligned}}}

## Комбінаторика коефіцієнтів Фаа ді Бруно
Ці коефіцієнти Фаа ді Бруно для розбиттів  мають "замкнену форму". Кількість робиттів множини розміром n, що відповідає розбиттю числа
{\displaystyle \displaystyle n=\underbrace {1+\cdots +1} _{m_{1}}\,+\,\underbrace {2+\cdots +2} _{m_{2}}\,+\,\underbrace {3+\cdots +3} _{m_{3}}+\cdots }
цілого числа n дорівнює 
{\displaystyle {\frac {n!}{m_{1}!\,m_{2}!\,m_{3}!\,\cdots 1!^{m_{1}}\,2!^{m_{2}}\,3!^{m_{3}}\,\cdots }}.}
Ці коефіцієнти виникають і в поліномах Белла, які мають відношення до дослідження кумулянтів. 

## Варіації

### Версія з багатьма змінними
Нехай y = g (x1, ..., xn). Тоді виконується наступна ідентичність незалежно від того, чи є всі n змінних різними, або всі є однаковими, або ж розділені на кілька розрізнених класів нерозрізнювальних змінних (якщо це здається неясним, дивись зрозумілий приклад нижче): 
{\displaystyle {\partial ^{n} \over \partial x_{1}\cdots \partial x_{n}}f(y)=\sum _{\pi \in \Pi }f^{(\left|\pi \right|)}(y)\cdot \prod _{B\in \pi }{\partial ^{\left|B\right|}y \over \prod _{j\in B}\partial x_{j}}}
де (як вище) 
- π пробігає по всій множині Π всіх розбиттів множини {1, ..., n },
- "B ∈ π" означає змінну B, що проходить через список усіх "блоків" розділу π, і
- |А| позначає кардинальність множини A (так що |π| - кількість блоків у розділі π а |B| - розмір блоку B ).

Більш загальні версії стосуються випадків, коли всі функції мають значення векторного та навіть банахового простору. У цьому випадку потрібно розглянути похідну Фреше або похідну Гато . 
Приклад
П'ять членів у наступному виразі очевидним чином відповідають п'яти розділам множини {1, 2, 3}, і в кожному випадку порядок похідної f - кількість частин у розділі: 
{\displaystyle {\begin{aligned}{\partial ^{3} \over \partial x_{1}\,\partial x_{2}\,\partial x_{3}}f(y)={}&f'(y){\partial ^{3}y \over \partial x_{1}\,\partial x_{2}\,\partial x_{3}}\\[10pt]&{}+f''(y)\left({\partial y \over \partial x_{1}}\cdot {\partial ^{2}y \over \partial x_{2}\,\partial x_{3}}+{\partial y \over \partial x_{2}}\cdot {\partial ^{2}y \over \partial x_{1}\,\partial x_{3}}+{\partial y \over \partial x_{3}}\cdot {\partial ^{2}y \over \partial x_{1}\,\partial x_{2}}\right)\\[10pt]&{}+f'''(y){\partial y \over \partial x_{1}}\cdot {\partial y \over \partial x_{2}}\cdot {\partial y \over \partial x_{3}}.\end{aligned}}}
Якщо три змінні не відрізняються одна від одної, то три з п'яти вищезазначених доданків також не відрізняються один від одного, і тоді ми маємо класичну формулу для однієї змінної. 

### Офіційна версія серії живлення
Припустимо {\displaystyle f(x)=\sum _{n=0}^{\infty }{a_{n}}x^{n}} і {\displaystyle g(x)=\sum _{n=0}^{\infty }{b_{n}}x^{n}} є формальними степеневими рядами та {\displaystyle b_{0}=0} . 
Потім композиція {\displaystyle f\circ g} знову формальний силовий ряд, 
{\displaystyle f(g(x))=\sum _{n=0}^{\infty }{c_{n}}x^{n},}
де c0 = a0, а інший коефіцієнт cn для n ≥ 1 можна виразити у вигляді суми за композиціями n або як еквівалентної суми зарозбиттями n: 
{\displaystyle c_{n}=\sum _{\mathbf {i} \in {\mathcal {C}}_{n}}a_{k}b_{i_{1}}b_{i_{2}}\cdots b_{i_{k}},}
де 
{\displaystyle {\mathcal {C}}_{n}=\{(i_{1},i_{2},\dots ,i_{k})\,:\ 1\leq k\leq n,\ i_{1}+i_{2}+\cdots +i_{k}=n\}}
набір композицій n з k, що позначає кількість деталей, 
або 
{\displaystyle c_{n}=\sum _{k=1}^{n}a_{k}\sum _{\mathbf {\pi } \in {\mathcal {P}}_{n,k}}{\binom {k}{\pi _{1},\pi _{2},...,\pi _{n}}}b_{1}^{\pi _{1}}b_{2}^{\pi _{2}}\cdots b_{n}^{\pi _{n}},}
де 
{\displaystyle {\mathcal {P}}_{n,k}=\{(\pi _{1},\pi _{2},\dots ,\pi _{n})\,:\ \pi _{1}+\pi _{2}+\cdots +\pi _{n}=k,\ \pi _{1}\cdot 1+\pi _{2}\cdot 2+\cdots +\pi _{n}\cdot n=n\}}
- це набір розділів n на k частин у формі частоти частин. 
Перша форма отримується вибором коефіцієнта xn в {\displaystyle (b_{1}x+b_{2}x^{2}+\cdots )^{k}} "шляхом огляду", а друга форма потім отримується шляхом збирання подібних доданків або, альтернативно, шляхом застосування мультиноміальних коефіцієнтів. 
Особливий випадок f (x) = ex, g (x) = ∑n ≥ 1 an/n ! xn дає експоненціальну формулу . Особливий випадок f (x) = 1/(1− x), g(x) = ∑n≥1(-an) xn дає вираз для оберненого формального ряду степеней ∑n ≥ 0 an xn у випадку a0 = 1. 
Стенлі  надає версію для експоненціальних силових рядів. Для формального степеневого ряду
{\displaystyle f(x)=\sum _{n}{\frac {a_{n}}{n!}}x^{n},}
маємо n-похідну у 0: 
{\displaystyle f^{(n)}(0)=a_{n}.}
Це не слід тлумачити як значення функції, оскільки цей ряд суто формальні; у цьому контексті немає такого поняття, як збіжність чи розбіжність. 
{\displaystyle g(x)=\sum _{n=0}^{\infty }{\frac {b_{n}}{n!}}x^{n}}
і 
{\displaystyle f(x)=\sum _{n=1}^{\infty }{\frac {a_{n}}{n!}}x^{n}}
і 
{\displaystyle g(f(x))=h(x)=\sum _{n=0}^{\infty }{\frac {c_{n}}{n!}}x^{n},}
тоді коефіцієнт cn (що є n-тою похідною від h, взята у точці 0, якщо ми маємо справу з збіжними рядами, а не формальними рядами потужності) задається 
{\displaystyle c_{n}=\sum _{\pi =\left\{B_{1},\ldots ,B_{k}\right\}}a_{\left|B_{1}\right|}\cdots a_{\left|B_{k}\right|}b_{k}}
де π проходить через безліч усіх розділів множини {1, ..., n} і B1, . . ., Bk - блоки розділу π, та | Bj | - кількість членів j-го блоку, для  j = 1, ..., к . 
Цей варіант формули особливо добре підходить для цілей комбінаторики . 
Ми також можемо записати враховуючи  наведенні вище позначення 
{\displaystyle g(f(x))=b_{0}+\sum _{n=1}^{\infty }{\frac {\sum _{k=1}^{n}b_{k}B_{n,k}(a_{1},\ldots ,a_{n-k+1})}{n!}}x^{n},}
де Bn,k (a 1, ..., an − k +1)- поліноми Белла . 

### Особливий випадок
Якщо f (x) = ex, то всі похідні f є однаковими і є фактором, спільним для кожного члена. У випадку, коли g ( x ) є твірною функцією кумулянтів, тоді f (g (x)) - є твірною функцією моментів, а многочлен у різних похідних g - це многочлен, який виражає моменти як функції кумулянтів . 

### Історичні дослідження та нариси
- Brigaglia, Aldo (2004), L'Opera Matematica, у Giacardi, Livia (ред.), Francesco Faà di Bruno. Ricerca scientifica insegnamento e divulgazione, Studi e fonti per la storia dell'Università di Torino (Italian) , т. XII, Torino: Deputazione Subalpina di Storia Patria, с. 111—172. "The mathematical work" is an essay on the mathematical activity, describing both the research and teaching activity of Francesco Faà di Bruno.
- Craik, Alex D. D. (February 2005), Prehistory of Faà di Bruno's Formula, American Mathematical Monthly, 112 (2): 217—234, doi:10.2307/30037410, JSTOR 30037410, MR 2121322, Zbl 1088.01008.
- Johnson, Warren P. (March 2002), The Curious History of Faà di Bruno's Formula (PDF), American Mathematical Monthly, 109 (3): 217—234, doi:10.2307/2695352, JSTOR 2695352, MR 1903577, Zbl 1024.01010, архів оригіналу (PDF) за 11 квітня 2021, процитовано 7 липня 2020.

### Науково-дослідні роботи
- Arbogast, L. F. A. (1800), Du calcul des derivations [On the calculus of derivatives] (French) , Strasbourg: Levrault, с. xxiii+404, архів оригіналу за 16 липня 2020, процитовано 7 липня 2020 , Повністю вільно доступні з книг Google .
- Faà di Bruno, F. (1855), Sullo sviluppo delle funzioni [On the development of the functions], Annali di Scienze Matematiche e Fisiche (Italian) , 6: 479—480, LCCN 06036680, архів оригіналу за 29 квітня 2016, процитовано 7 липня 2020  . Цілком вільно доступні з книг Google . Добре відомий документ, де Франческо Фаа ді Бруно представляє дві версії формули, яка тепер носить його ім'я, опублікована в журналі, заснованому Барнабою Тортоліні .
- Faà di Bruno, F. (1857), Note sur une nouvelle formule de calcul differentiel [On a new formula of differential calculus], The Quarterly Journal of Pure and Applied Mathematics (French) , 1: 359—360, архів оригіналу за 2 серпня 2020, процитовано 7 липня 2020  . Цілком вільно доступні з книг Google .
- Faà di Bruno, Francesco (1859), Théorie générale de l'élimination [General elimination theory] (French) , Paris: Leiber et Faraguet, с. x+224, архів оригіналу за 2 серпня 2020, процитовано 7 липня 2020  . Цілком вільно доступні з книг Google .
- Фландрія, Харлі (2001) "Від Форда до Фаа", Американський математичний щомісячник 108 (6): 558–61 doi:10.2307/2695713
- Fraenkel, L. E. (1978), Formulae for high derivatives of composite functions, Mathematical Proceedings of the Cambridge Philosophical Society, 83 (2): 159—165, doi:10.1017/S0305004100054402, MR 0486377, Zbl 0388.46032  .
- Krantz, Steven G.; Parks, Harold R. (2002), A Primer of Real Analytic Functions, Birkhäuser Advanced Texts - Basler Lehrbücher (вид. Second), Boston: Birkhäuser Verlag, с. xiv+205, ISBN 978-0-8176-4264-8, MR 1916029, Zbl 1015.26030, архів оригіналу за 16 липня 2020, процитовано 7 липня 2020  Krantz, Steven G.; Parks, Harold R. (2002), A Primer of Real Analytic Functions, Birkhäuser Advanced Texts - Basler Lehrbücher (вид. Second), Boston: Birkhäuser Verlag, с. xiv+205, ISBN 978-0-8176-4264-8, MR 1916029, Zbl 1015.26030, архів оригіналу за 16 липня 2020, процитовано 7 липня 2020  Krantz, Steven G.; Parks, Harold R. (2002), A Primer of Real Analytic Functions, Birkhäuser Advanced Texts - Basler Lehrbücher (вид. Second), Boston: Birkhäuser Verlag, с. xiv+205, ISBN 978-0-8176-4264-8, MR 1916029, Zbl 1015.26030, архів оригіналу за 16 липня 2020, процитовано 7 липня 2020
- Porteous, Ian R. (2001), Paragraph 4.3: Faà di Bruno's formula, Geometric Differentiation (вид. Second), Cambridge: Cambridge University Press, с. 83—85, ISBN 978-0-521-00264-6, MR 1871900, Zbl 1013.53001, архів оригіналу за 17 липня 2020, процитовано 7 липня 2020  Porteous, Ian R. (2001), Paragraph 4.3: Faà di Bruno's formula, Geometric Differentiation (вид. Second), Cambridge: Cambridge University Press, с. 83—85, ISBN 978-0-521-00264-6, MR 1871900, Zbl 1013.53001, архів оригіналу за 17 липня 2020, процитовано 7 липня 2020  Porteous, Ian R. (2001), Paragraph 4.3: Faà di Bruno's formula, Geometric Differentiation (вид. Second), Cambridge: Cambridge University Press, с. 83—85, ISBN 978-0-521-00264-6, MR 1871900, Zbl 1013.53001, архів оригіналу за 17 липня 2020, процитовано 7 липня 2020  .
- T. A., (Tiburce Abadie, J. F. C.) (1850), Sur la différentiation des fonctions de fonctions [On the derivation of functions], Nouvelles annales de mathématiques, journal des candidats aux écoles polytechnique et normale, Série 1 (French) , 9: 119—125, архів оригіналу за 10 липня 2020, процитовано 7 липня 2020 , доступний у NUMDAM [Архівовано 17 грудня 2002 у Wayback Machine.] . Цей документ, згідно з Johnson, (2002)    є одним із попередників Faà di Bruno, 1855 : зауважте, що автор підписується лише як "ТА", а віднесення до JFC Тібурса Абаді знову належить Джонсону.
- A., (Tiburce Abadie, J. F. C.) (1852), Sur la différentiation des fonctions de fonctions. Séries de Burmann, de Lagrange, de Wronski [On the derivation of functions. Burmann, Lagrange and Wronski series.], Nouvelles annales de mathématiques, journal des candidats aux écoles polytechnique et normale, Série 1 (French) , 11: 376—383, архів оригіналу за 9 липня 2020, процитовано 7 липня 2020 , доступний у NUMDAM [Архівовано 17 грудня 2002 у Wayback Machine.] . Цей документ, згідно з Johnson, (2002)    є одним із попередників Faà di Bruno, 1855 : зауважте, що автор підписується лише як "А.", а віднесення до JFC Tiburce Abadie знову належить Джонсону.

## Зовнішні посилання
- Weisstein, Eric W. Формула Фаа ді Бруно(англ.) на сайті Wolfram MathWorld.